# Chelonus ergeniensis
Chelonus ergeniensis är en stekelart som först beskrevs av Vladimir Ivanovich Tobias 2002.  Chelonus ergeniensis ingår i släktet Chelonus och familjen bracksteklar. Inga underarter finns listade i Catalogue of Life.